# كارول كامبل
كارول كامبل (بالألمانية: Carol Campbell)‏ (و. 1966  م) هي ممثلة، ومقدمة تلفزيونية، وممثلة مسرحية، وممثلة أفلام ألمانية، ولدت في ميونخ.

## وصلات خارجية
- كارول كامبل على موقع IMDb (الإنجليزية)
- كارول كامبل على موقع ألو سيني (الفرنسية)
- كارول كامبل على موقع قاعدة بيانات الفيلم (الإنجليزية)
- كارول كامبل على موقع كينوبويسك (الروسية)
- كارول كامبل في قاعدة بيانات الأفلام على الإنترنت